# 로물루스 가보르
로물루스 가보르(루마니아어: Romulus Gabor, 1961년 10월 14일, 후네도아라 주 푸이 ~)는 루마니아의 전직 프로 축구 선수로, 현역 시절 공격수로 활약했다.

## 클럽 경력
로물루스 가보르는 1961년 10월 14일, 후네도아라 주 푸이에서 출생했다. 그는 13세의 나이로 지울 페트로샤니에서 축구를 시작해 얼마 지나지 않아 코르비눌 후네도아라에 입단했고, 1978년 10월 28일에 일리에 사부 감독의 지도 하에 0-2로 패한 아르제슈 피테슈티전에서 디비지아 A 신고식을 치렀다. 코르비눌에서의 1년차가 끝난 후, 소속 구단은 디비지아 B로 강등되었지만, 가보르는 잔류했고, 미르체아 루체스쿠 감독의 지도 하에 더 많은 출전 기회를 잡아 1년 만에 소속 구단의 1부 리그 복귀에 일조했고, 뒤이어 1981-82 시즌에는 리그 3위에 일조했고, 1982-83 시즌에는 UEFA컵 4경기에 출전해 1골도 기록했다. 코르비눌 후네도아라에서 13년을 보내며 305번의 경기에서 68골을 기록한 그는 1991년에 넴제티 버이녹샤그 I의 디오슈죄르로 이적했다. 헝가리에서 1년을 보낸 가보르는 디비지아 B의 코르비눌로 복귀해 반 년을 보내고 우니베르시타테아 클루지에서 1993년 11월 10일에 3-2로 이긴 글로리아 비스트리차와의 경기에서 자신의 마지막 디비지아 A 경기를 치렀다. 이후, 그는 디비지아 B의 우니레아 알바 이울리아, 코르비눌 후네도아라, 그리고 인테르 시비우에서 뛰다가 1997년에 디비지아 C의 비토룰 오라데아에서 은퇴했다. 로물루스 가보르는 디비지아 A 경기에 304번 출전해 64골을 기록했고, 넴제티 버이녹샤그 I에서는 13번의 경기에 출전해 1골을 기록했다.

## 국가대표팀 경력
로물루스 가보르는 루마니아 국가대표팀 경기에 35번 출전해 2골을 기록했는데, 그가 국가대표팀에서 활동하던 시기에는 미르체아 루체스쿠가 지휘했기에 "루체스쿠의 아이"로 수식되었고, 그의 첫 출전 경기는 1981년 11월 11일에 열린 스위스와의 1982년 월드컵 예선전 경기였다. 그는 유로 1984 예선전에서 6경기 치러 본선행에 일조했다. 그는 미르체아 루체스쿠의 루마니아 선수단 유로 1984 본선 최종 명단에 이름을 올려 2경기에 출전했고, 1-1로 비긴 스페인과의 1차전 경기에서는 76분에 게오르게 하지와 교체되어 나가기 전까지 출전했고, 0-1로 패한 포르투갈과의 2차전 경기에서는 59분에 미르체아 이리메스쿠와 교체되어 투입되었고, 루마니아는 이 대회 준결승전 진출이 좌절되었다. 그는 튀르키예와의 친선경기에서 프리킥으로 국가대표팀 1호골을 득점했다. 로물루스 가보르는 1986년 월드컵 예선전에서 2경기 출전했고, 이집트와의 친선경기에서 자신의 2호골을 기록했다. 그의 마지막 출전 경기는 1986년 4월 23일에 열린 소련과의 친선경기로, 2-1로 이겼다. 가보르는 루마니아 U-20 국가대표팀 일원으로 오스트레일리아에서 열린 1981년 세계 청소년 선수권 대회에 출전했고, 6번의 경기에 출전해 2골을 기록해 3위에 입상하는데 일조했고, 같은 대회에서 최우수 선수로 골든볼을 받았고, 득점 3위로 브론즈슈도 받았다.
유로 1984에 자국을 대표로 본선에 출전한 가보르는 2008년 3월 25일에 트라이안 버세스쿠 루마니아의 대통령으로부터 "스포츠 명예 훈장" 3등급을 받았다.

### 국가대표팀 득점 목록
아래의 점수에서 왼쪽의 점수가 루마니아의 점수이며, 점수 열은 가보르의 득점 상황의 점수를 나타낸다.
| # | 날짜            | 경기장                                  | 출장 | 상대        | 점수 | 결과 | 대회     |
| - | --------------- | --------------------------------------- | ---- | ----------- | ---- | ---- | -------- |
| 1 | 1983년 1월 29일 | 튀르키예 이스탄불 알리 사미 옌 경기장   | 12   | 튀르키예    | 1–0  | 1–1  | 친선경기 |
| 2 | 1986년 3월 2일  | 이집트 알렉산드리아 알렉산드리아 경기장 | 33   | 틀:추국나라 | 1–0  | 1–0  | 친선경기 |

## 수상
코르비눌 후네도아라
- 디비지아 B: 1979–80[2]

개인
- 루마니아 올해의 축구 선수 5위: 1981